# Paratrilobus grandipapilloides
Paratrilobus grandipapilloides is een rondwormensoort uit de familie van de Tobrilidae. De wetenschappelijke naam van de soort is voor het eerst geldig gepubliceerd in 1922 door Micoletzky.